# Jan Arnošt Josef z Thun-Hohensteinu
Jan Arnošt Josef z Thun-Hohenštejna (německy Johann Ernst Joseph von Thun-Hohenstein, 11. ledna 1694 – 20. března 1717) byl česko-rakouský šlechtic z hraběcího rodu Thun-Hohenštejnů.

## Život
Narodil se jako nejmladší syn hraběte Maxmiliána z české linie rodu Thun-Hohenštejnů a jeho třetí manželky, Marie Adély rozené hraběnky z Preysingu. Při křtu dostal jméno Jan Arnošt Josef Kajetán (Johann Ernst Joseph Cajetan).
Jako sedmiletého chlapce jej jeho strýc, salcburský kníže-arcibiskup Jan Arnošt, jmenoval prvním komturem řádu sv. Ruperta, který arcibiskup založil v roce 1701. Jan Arnošt mladší však již po několika měsících z řádu vystoupil a vydal se na dráhu vědce. V srpnu 1713 jako devatenáctiletý obhájil v aule pražského Karolina sub auspiciis Imperatoris svou tezi s titulem: „Album Augustissimae Domus Habsburgico-Austriacae exhibens continuam Imperatorum ex dicta domu successionem“ (Vetero Pragae W. Wikhardt, s. 286, fol. max.), později vydanou tiskem.
V roce 1716 se Jan Arnošt oženil s Marií Annou Antonií kněžnou z Lichtenštejna, zemřel však již následujícího roku, aniž zanechal potomků.